# Colline du crack
De Colline du crack (letterlijk "heuvel van de crack") was een sloppenwijk in Parijs nabij de Porte de la Chapelle. Het gebied was gevestigd op de taluds van de Périphérique en de A1, die op deze plek samenkomen, en was bewoond door verslaafden en een belangrijk centrum van de drugshandel in Parijs. Het gebied is sedert het begin van de jaren 2000 meerdere malen ontruimd, maar meestal voor slechts korte duur. Tijdens een golf van de vluchtelingencrisis had de gemeente Parijs een opvangcentrum iets verder op de Porte de la Chapelle gevestigd, hetgeen een "porositeit" tussen de migranten en verslaafdenpopulatie opleverde. Het kampement is in 2020 definitief ontmanteld, maar door het waterbedeffect zijn de verslaafden elders (vooral intra muros) terechtgekomen, onder meer op het Place de Stalingrad en de Jardin d'Éole.